# Bugzilla
Bugzilla (Багзилла) — свободная система отслеживания ошибок (багтрекинга) с веб-интерфейсом.
В 1998 году Bugzilla была выпущена как открытое программное обеспечение компанией Netscape. По состоянию на 2012 год разрабатывается фондом Mozilla Foundation.
Системой Bugzilla пользуются, в числе прочих, Mozilla Foundation, WebKit, Linux kernel, FreeBSD, KDE, Apache, Red Hat, Eclipse и LibreOffice.
Ключевым понятием системы является «баг» — некоторое задание, запрос, рекламация по поводу ошибки в системе, или просто сообщение, требующее обратной связи.

## История разработки
Bugzilla была разработана Терри Вейсманом в 1998 году для проекта Mozilla.org в качестве свободной альтернативы внутренней системе отслеживания ошибок, использовавшейся в Netscape Communications при разработке семейства программ Netscape Communicator. Первоначально Bugzilla была реализована на языке Tcl, однако перед тем, как опубликовать её в качестве свободного программного обеспечения, Вейсман решил портировать её на Perl в надежде на то, что этот язык привлечёт к разработке больше людей (в то время Perl был достаточно популярным языком программирования). Результатом портирования стала Bugzilla 2.0, ставшей общедоступной через CVS. В апреле 2000 года Вейсман передал управление разработкой Таре Хернандез, приложившей много усилий для создания проекта, по-настоящему управляемого сообществом разработчиков. В 2001 году Хернандез передала управление Дэйву Миллеру, который по состоянию на 2021 год остаётся лидером проекта Bugzilla.
Bugzilla 3.0 вышла в свет 10 мая 2007 года, с обновленным интерфейсом, возможностью работы через XML-RPC, улучшенной поддержкой UTF-8 и многими другими улучшениями.
Bugzilla 4.0 представлена 15 февраля 2011 года, а Bugzilla 5.0 — в июле 2015 года.

## Требования
Для работы Bugzilla требуются:
- веб-сервер с поддержкой CGI (рекомендуется Apache);
- поддержка языка Perl 5;
- база данных MySQL, MariaDB, PostgreSQL или Oracle (экспериментально);
- SMTP или почтовый сервер.